# Hans Eder
Hans Eder (ur. 14 listopada 1934 w Berlinie, zm. 5 września 2022 w Brunszwiku) – niemiecki piłkarz, a także trener.

## Kariera piłkarska
Eder treningi rozpoczął w 1947 roku w zespole Union Oberschöneweide. W 1950 roku przeszedł do SC Union 06 Berlin, a w 1953 roku został włączony do jego pierwszej drużyny, grającej w Oberlidze (grupa Berlin), stanowiącej wówczas najwyższy poziom rozgrywek. W 1956 roku odszedł do Tennis Borussii Berlin, również występującej w Oberlidze i jej barwy reprezentował przez sześć sezonów.
W 1962 roku Eder został zawodnikiem innej drużyny Oberligi – Herthy BSC. Od sezonu 1963/1964 uczestniczył wraz z nią w rozgrywkach nowo powstałej Bundesligi. Zadebiutował w niej 24 sierpnia 1963 w zremisowanym 1:1 meczu z 1. FC Nürnberg. W sezonie 1964/1965 wraz z Herthą spadł do Regionalligi, jednak w sezonie 1967/1968 awansował z nią z powrotem do Bundesligi. W sezonach 1969/1970 oraz 1970/1971 zajął z klubem 3. miejsce w Bundeslidze. W 1972 roku Eder zakończył karierę.
W Bundeslidze rozegrał 57 spotkań.

## Kariera trenerska
Przez całą swoją karierę szkoleniową Eder związany był z Herthą BSC. W latach 1968–1991 pełnił tam funkcję asystenta trenera. W tym czasie pięć razy obejmował stanowisko tymczasowego szkoleniowca Herthy. Trzykrotnie w czasach gry klubu w Bundeslidze (1974, 1979), a także dwukrotnie podczas występów Herthy w 2. Bundeslidze (1984, 1985). Łącznie poprowadził ją w 18 ligowych meczach (16 w Bundeslidze, 2 w 2. Bundeslidze). Ponadto w latach 1988–1990 Eder trenował rezerwy Herthy.